# Мая Георгиева (волейболистка)
Мая Владимирова Георгиева-Стоева е българска волейболистка.
Родена е на 7 май 1955 година в София. Играе във волейболния отбор на ЦСКА, както и в националния отбор, с който печели бронзов медал на Олимпиадата в Москва през 1980 година.
Умира на 21 септември 2023 година.